# سلندین
سلندین (به اسپانیایی: Celendín) یک منطقهٔ مسکونی در پرو است که در Celendín District واقع شده‌است. سلندین ۴۰۹ کیلومتر مربع مساحت و ۲۶٬۹۲۵ نفر جمعیت دارد و ۲٬۶۴۵ متر بالاتر از سطح دریا واقع شده‌است.